# 劉湘
劉湘（1890年7月1日—1938年1月20日），又名元勋，法号玉宪，字甫澄:4039，男，汉族，四川大邑人，军事将领，川军领导人之一，亦为重慶大學首任校長。民國時期四川軍閥，人稱「四川王」。四川陸軍速成學堂畢業:4039。历任第七战区司令长官、第二十三集团軍总司令:4039。死後獲追贈陆军一级上将。

## 生平

### 在川軍中的崛起
1890年7月1日（舊曆五月十五日）寅時，刘湘生於四川省大邑县安仁鎮。1908年，刘湘入四川陸軍速成學堂。1909年毕业后，加入四川陸軍。
1916年3月8日，張敬堯部劉湘團進駐江安，次日佔南溪，3月13日袁世凱為此特授劉湘為陸軍少將，勳五位:733。8月，任四川第一師第二旅旅長。1918年10月，任四川陸軍第二師師長:4039。1919年，作为川軍指揮官，被推戴为川軍总司令。
1920年5月，因雲南唐继尧介入四川，熊克武策划对唐继尧发起軍事行動。劉湘作为北路总司令，得知消息後支持熊克武。7月，劉湘任四川陸軍第二軍軍長:4039。8月，驱逐滇軍的战争开始，胜利後劉湘于12月被任命为重慶鎮守使。
1921年2月，四川督軍劉存厚儘管受到北洋政府支持，但因為失去川軍指揮官的支持而下野。6月，劉湘管辖民政，為川軍总司令兼四川省長:4039。劉湘與熊克武之間爆發「一、二軍之战」（熊任第一軍軍長、劉湘任第二軍軍長，故名），劉湘敗北，于1922年5月下野。
1923年7月，劉湘獲得當時北京國民政府主政者，直系吴佩孚支持，出任四川善後督办。他同一、二軍之战同樣失去根據地的川軍將領楊森联合，與四川內反熊實力派軍人合作將熊克武主導之省政推翻。1924年5月，吴佩孚任命楊森为四川督理，刘湘不满该任命，轉而尋找當時復出擔任臨時執政的皖系老將段祺瑞支援。1925年2月，段祺瑞任命劉湘为川康边防督办。
企图统一四川的楊森，於同年7月开始讨伐其他川軍指揮官。劉湘同貴州軍閥袁祖銘联合反撃，将楊森驱逐出四川。但是袁祖銘的後臺為吴佩孚，意識到這點的劉湘決定與楊森和解，並且以驅逐袁祖銘作為合作的基礎。民國十五年（1926）5月，劉楊聯軍消滅了陸軍第34師部隊大部，擊潰袁祖銘的軍力後盾，將其貴州軍閥統治力徹底驱逐出四川省。此後，他又讨伐了驻扎四川省的外省軍队。

### 四川統一

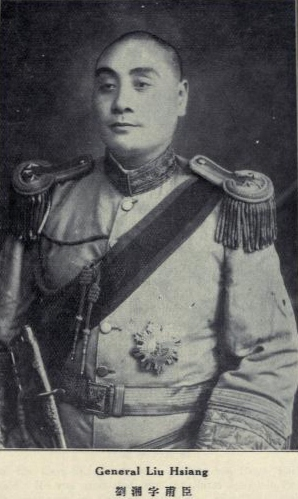
北洋政府時代的劉湘（Who's Who in China 3rd ed.,1925）

同年8月，劉湘同吴佩孚对抗，倾向于與廣州国民政府方面合作。12月，国民政府任命刘湘为国民革命軍第二十一軍軍長:4039。1927年（民国十六年）3月31日，他在重慶大規模镇压中国共產党，酿成「三·三一惨案」。此後，劉湘在四川省内强化自身权力，对其他川軍指揮官合纵连横或討伐。其间，劉湘同担任四川省政府主席的堂叔劉文輝构筑了双頭体制。后来，双方的对立逐步加深。
1930年南京国民政府授命刘湘担任四川善后督办，坐镇长江重镇重庆。
1931年双方爆發「二劉之战」。当时劉湘受蒋介石支持，劉文輝则倾向新桂系。劉湘于1932年2月被蒋介石任命为四川善後督办。1933年10月，劉湘大败劉文輝，确保了四川省省政的主導权。
同時期，劉湘被任命为四川剿匪总司令，迎击中国共産党领导的中国工农红军的長征。劉湘重用身边的参謀兼算命先生劉从雲任剿匪総司令部前方軍事委員会委員長。因此，他同部下的川軍指揮官之间的关系逐渐疏远。此外，川军在紅軍面前遭遇惨败，劉湘自身地位危急。
1934年11月，劉湘到南京访问蒋介石，以图取得支持。12月，国民政府任命刘湘兼四川省政府主席:4039。

### 同蒋介石的对立

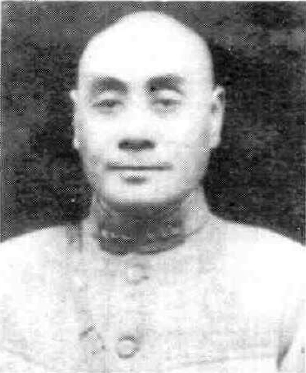
劉湘

刘湘对缩编不满，同蒋介石間的关係后来逐步惡化，以军事政治，责重事繁，势难兼顾，迭呈蒋介石，请辞第二十一军军长兼职。刘湘企图在四川实行关门主義統治，而蒋介石却企图将国民政府中央的統治渗透入四川，双方发生对立。1935年10月2日，蒋介石特批准刘湘辞呈，任命：唐式遵为第二十一军军长，潘文华为第二十三军军长，王缵绪为第四十四军军长。1935年10月20日，川军第一期整编完成，各军师一律照现额缩编三分之一，川军缩编为一百一十六个团。刘湘系部队在川康绥靖公署下还有三个独立师，七个独立旅，直到1937年1月才全部整编完毕。1937年7月，川军第二期整编，各军再缩减三分之一，军辖三个师，一个师辖二个旅，一个旅辖二个团。
1937年（民国二十六年）中国抗日战争爆发，劉湘率川軍出击抗日前线。刘湘的川康绥靖公署直辖部队共计60团，编为3个军、2个独立师、7个独立旅：
- 第二十一军军长唐式遵，副军长范绍增
  - 第一四五师师长饶国华
  - 第一四六师师长刘兆藜
  - 第一六二师师长彭诚孚
- 第二十三军军长潘文华
  - 第一四七师师长杨国桢
  - 第一四八师师长陈万仞
  - 第一六四师师长张邦本
- 第四十四军军长王缵绪
  - 第一四九师师长郭昌明
  - 第一五零师师长廖震
  - 第一六三师师长陈兰亭
- 独立第一四四师师长郭勋祺
- 独立第一六一师师长许绍宗
- 独立第十一旅旅长邓国璋
- 独立第十二旅旅长范楠轩
- 独立第十三旅旅长田锺毅
- 独立第十四旅旅长周绍轩
- 独立第十五旅旅长穆肃中
- 独立第十六旅旅长刘树成
- 独立第十七旅旅长刘若弼

1937年10月26日，国民政府军事委员会改任刘湘为第七战区司令长官兼第二十三集团军总司令，唐式遵为副总司令。
- 第七战区司令长官 刘湘(1937年10月26日)，副司令长官 陈诚(1937年12月3日)
  - 第二十三集团军总司令 刘湘(兼)(1937年12月3日)，副总司令唐式遵(1937年12月3日)
    - 第二十四军团 军团长 唐式遵(兼)(1937年12月30日)
      - 独立第十三旅旅长 田锺毅
      - 独立第十四旅旅长 周绍轩
      - 第二十一军军长 唐式遵
        - 第一四五师师长 饶国华
        - 第一四六师师长 刘兆藜

    - 第二十五军团军团长 潘文华(兼)(1937年12月30日)
      - 第一四四师师长 郭勋祺、副师长 范子英
      - 第二十三军军长 潘文华
        - 第一四七师师长 杨国桢
        - 第一四八师师长 陈万仞

### 逝世

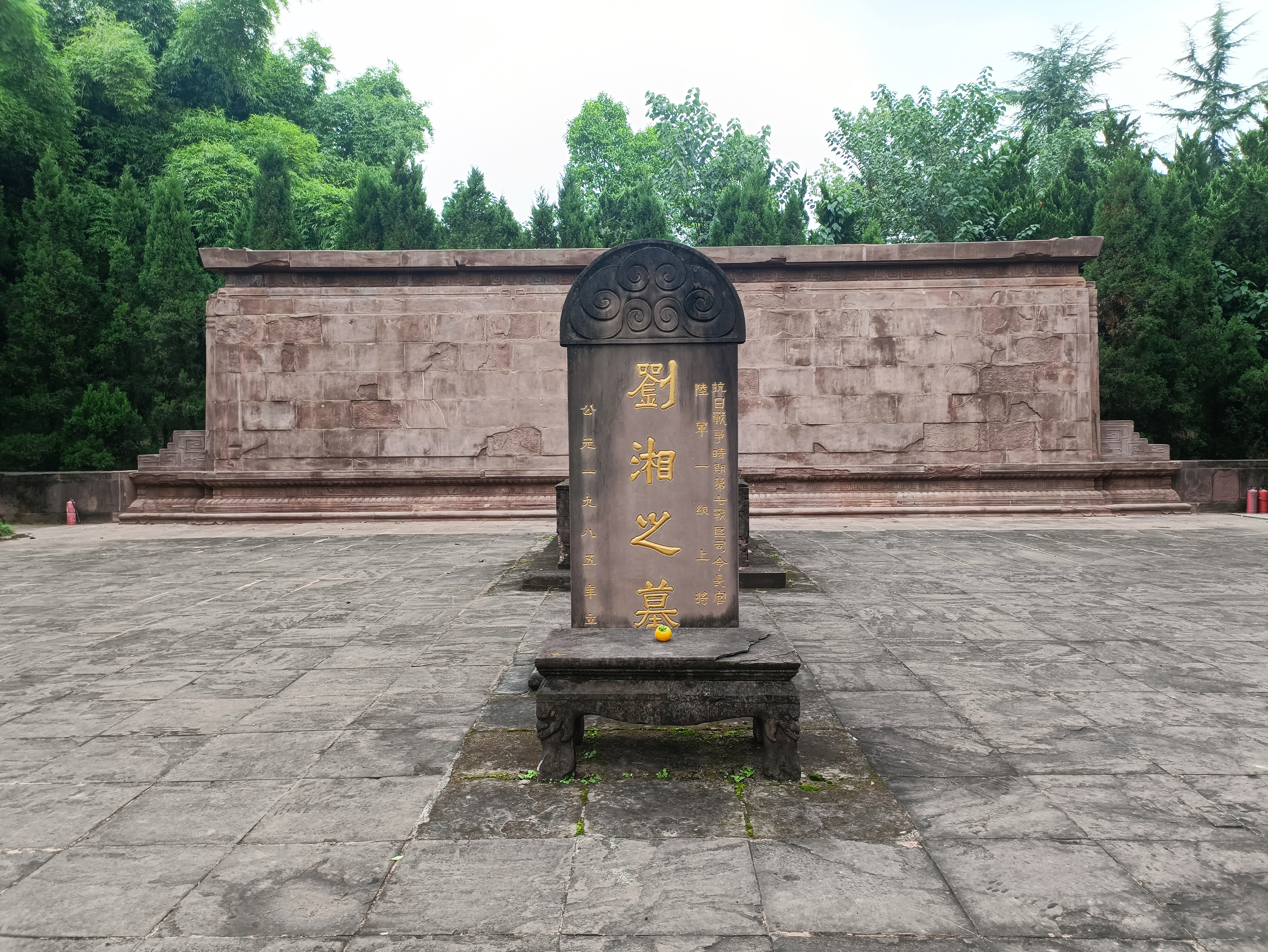
刘湘之墓，現狀是文革破壞後所修復的。

1937年11月，第七战区、第二十三集团军参加了南京保卫战之萬家嶺戰役。战后劉湘突然患病，在漢口住院治疗。其间他同山東省政府主席韓復榘秘密联络，策划反蒋活動。劉湘因胃癌加劇留在漢口。1938年1月20日下午五時三刻昏迷，延至八時在萬國醫院逝世，時年48歲。此前的1月11日，韓復榘在漢口出席軍事会議期间被逮捕（1月24日遭到处决），1月20日何应欽访问劉湘，告知其韓遭到逮捕一事。传言劉湘驚恐萬分之際疾病發作而死。但前军统局第三处处长程一鸣披露，是戴笠收买了万国医院的护士，将胃药换成毒药，把刘湘毒死在医院里。
刘湘临死前留有遺囑：「抗戰到底，始終不渝，即敵軍一日不退出國境，川軍則一日誓不還鄉！」劉湘這一遺囑，在川軍中廣為流傳，以致在劉湘死後很長一段時間裡，前線川軍每天升旗時，官兵必同聲誦讀一遍，以示抗戰到底的決心。

## 身后
劉湘死後，国民政府追赠一級上将軍階，1938年2月14日国葬于成都市郊甫澄纪念公园（现名刘湘陵园），由何應欽代表蔣委員長主祭。
1938年2月5日，国民革命军军事委员会任命：
- 第一六一师师长许绍宗升任第六十七军军长，辖：第一六一师(师长许绍宗兼)，第一六二师(师长彭诚孚)。
- 第二十一军副军长范绍增升任第八十八军军长，辖：新编第二十一师(师长范绍增兼)。
- 第一四四师师长郭勋祺升任第五十军军长，辖：第一四四师(师长范子英)、新编第七师(师长田钟毅，副师长周绍轩，由独立第十三旅(旅长田钟毅)、独立第十四旅(旅长周绍轩)并编)。

1938年3月19日，第一四九师师长郭昌明升任第五十六军军长。
1938年4月6日，四川省保安处处长王陵基升任第七十二军军长。由刘湘裁减为保安团的部队编成。
1938年5月11日，川康绥靖公署、四川省政府联合办公厅主任张再(斯可)升任第七十八军军长。
至此，刘湘所属的第二十一军部队共整编出九个军：
- 第二十一军，军长唐式遵。
- 第二十三军，军长潘文华。
- 第四十四军，军长王缵绪。
- 第五十军，军长郭勋祺。
- 第五十六军，军长郭昌明。
- 第六十七军，军长许绍宗。
- 第七十二军，军长王陵基。
- 第七十八军，军长张再。
- 第八十八军，军长范绍增。

## 家庭
父亲劉文剛，母親樂氏。刘湘有两个弟弟：刘元树、刘元聪。
刘湘只有一位夫人周玉书。兩人於1909年舊曆三月結婚。育有三子一女。长子刘世英與次子刘世哲均尚未成年就死于战乱。小儿子刘康怀，号济殷，毕业于四川大学政治系，後來在南洋及美国经商，曾于洛杉矶一間跨国公司工作，有一女名秀慧。女儿刘蔚文，毕业于成都华西協合大学哲学系，夫婿何永林，生两子一女，长子何应文、次子何应达、长女何应蒂。1949年，周玉書携子女移居香港，后又移居文莱。1971年11月20日，周玉書逝於文莱。

### 引用
1. 1 2 3 4 5 6 7 8 9  辭海編輯委員會` (编).  1989年版. 上海辭書出版社. 1989.
2. 1 2  周, 開慶. . : 1.
3. ↑  李新總主編，中國社會科學院近代史研究所中華民國史研究室，韓信夫、姜克夫主編 (编). . 北京: 中華書局. 2011. ISBN 9787101079982.
4. ↑  https://www.chinatimes.com/opinion/20231005000008-262107?chdtv
5. ↑  . 香港華字日報. 1938-01-22.
6. ↑  馬宣偉 主編『西南十軍閥』,110-111頁。
7. ↑  程一鸣《军统特务组织的真象》，引自中国人民政治协商会议广东省委员会文史资料研究委员会编：《广东文史资料》第二十九辑，广东人民出版社，1980，第206页
8. ↑  .   [2021-01-25]. （原始内容存档于2021-01-30）.
9. ↑  周, 開慶. . : 3.